# Basili l'Ocell
Basili l'Ocell fou un noble romà d'Orient confident de l'emperador Constantí VII Porfirogènit (912-959). Va ajudar a expulsar del tron Romà I (919-944 emperador associat) i al desterrament del seu fill; mort Constantí (959) va conspirar contra Romà II el jove (959-963), però fou descobert i deportat a l'illa del Proconnès on va morir poc després (961).